# 萨比诺·毕尔巴鄂
萨比诺·毕尔巴鄂（西班牙語：Sabino Bilbao，1897年12月11日—1983年1月20日），西班牙男子足球运动员，司职中场。他曾代表西班牙国家队参加1920年夏季奥林匹克运动会足球比赛，获得一枚银牌。